# Saison 7 de Suits
Chronologie
Saison 6 Saison 8
Cet article présente les épisodes de la septième saison de la série télévisée américaine Suits.

## Synopsis de la saison
Maintenant que Mike est officiellement reconnu avocat et qu'il a accepté l'offre d'Harvey de travailler dans son cabinet, la saison s'intéressera aux différents obstacles que connaitra le cabinet : Pearson Specter Litt depuis le départ de Jessica.

## Distribution

### Acteurs principaux
- Gabriel Macht (VF : Lionel Tua) : Harvey Specter
- Patrick J. Adams (VF : Antoine Schoumsky) : Mike Ross
- Rick Hoffman (VF : Vincent Violette) : Louis Litt
- Meghan Markle (VF : Fily Keita) : Rachel Zane
- Sarah Rafferty (VF : Marie Diot) : Donna Paulsen

### Acteurs récurrents
- Paul Schulze (VF : Pierre-François Pistorio) : Frank Gallo
- Christina Cole (VF : Sybille Tureau) : Dr Paula Agard[2]
- Gina Torres (VF : Annie Milon) : Jessica Pearson
- Amanda Schull (VF : Noémie Orphelin) : Katrina Bennett
- Dulé Hill (VF : Rody Benghezala) : Alex Williams[3]
- Usman Ally (en) : Andrew Malik[4]
- Jordan Johnson-Hinds (VF : Eilias Changuel) : Oliver Grady
- Ray Proscia (VF : Patrick Messe) : Dr Lipschitz
- Aloma Wright (VF : Cathy Cerda) : Gretchen Bodinski

### Acteurs invités
- Jay Harrington (VF : Arnaud Arbessier) : Mark Meadows, ex-petit-ami de Donna[5] (épisodes 7 et 8)
- Bruce McGill (VF : Benoît Allemane) : Stanley Gordon (épisodes 11, 15 et 16)
- Rebecca Rittenhouse (VF : Jessie Lambotte) : Keri Allen[6] (épisode 16 Backdoor pilot)
- Morgan Spector (VF : François Raison) : le maire Bobby Novak[6] (épisode 16 Backdoor pilot)
- Simon Kassianides (en) (VF : Serge Faliu) : Nick D'Amato, l'homme de main de Novak[7] (épisode 16 Backdoor pilot)

## Épisodes

### Épisode 1:L'Heure du choix
- États-Unis : 12 juillet 2017 sur USA Network
- France : 7 mai 2018 sur Série Club
- Suisse : 27 avril 2019 sur RTS Un

### Épisode 2:La Statue
- États-Unis : 19 juillet 2017 sur USA Network
- France : 7 mai 2018 sur Série Club

- Dulé Hill (Alex Williams)
- Amanda Schull (Katrina Bennett)
- Gina Torres (Jessica Pearson)

### Épisode 3:Conflit d'intérêts
- États-Unis : 26 juillet 2017 sur USA Network
- France : 14 mai 2018 sur Série Club

### Épisode 4:Diviser pour mieux régner
- États-Unis : 2 août 2017 sur USA Network
- France : 14 mai 2018 sur Série Club

- Gina Torres (Jessica Pearson)

### Épisode 5:Prise de conscience
- États-Unis : 9 août 2017 sur USA Network
- France : 21 mai 2018 sur Série Club

- Paul Schulze (Frank Gallo)

### Épisode 6:L'Impasse
- États-Unis : 16 août 2017 sur USA Network
- France : 21 mai 2018 sur Série Club

- Paul Schulze (Frank Gallo)
- Amanda Schull (Katrina Bennett)

### Épisode 7:Une question de respect
- États-Unis : 23 août 2017 sur USA Network
- France : 28 mai 2018 sur Série Club

- Paul Schulze (Frank Gallo)
- Gina Torres (Jessica Pearson

### Épisode 8:Une dernière fois
- États-Unis : 30 août 2017 sur USA Network
- France : 28 mai 2018 sur Série Club

- Paul Schulze (Frank Gallo)

### Épisode 9:De vieilles connaissances
- États-Unis : 6 septembre 2017 sur USA Network
- France : 4 juin 2018 sur Série Club

### Épisode 10:Donna
- États-Unis : 13 septembre 2017 sur USA Network
- France : 4 juin 2018 sur Série Club

- Gina Torres (Jessica Pearson)

### Épisode 11:Les Vérités qui blessent
- États-Unis : 28 mars 2018 sur USA Network[18]
- France : 11 juin 2018 sur Série Club

### Épisode 12:Mauvais garçon
- États-Unis : 4 avril 2018 sur USA Network
- France : 11 juin 2018 sur Série Club

- Gina Torres (Jessica Pearson)

### Épisode 13:Liaison fatales
- États-Unis : 11 avril 2018 sur USA Network
- France : 11 juin 2018 sur Série Club

### Épisode 14:La Voie est libre
- États-Unis : 18 avril 2018 sur USA Network

- Amanda Schull (Katrina Bennett)

### Épisode 15:Dos au mur
- États-Unis : 25 avril 2018 sur USA Network

### Épisode 16:Good-bye
- États-Unis : 25 avril 2018 sur USA Network

- Gina Torres (Jessica Pearson)
- D.B. Woodside (Jeff Malone)